# Hotel de Convenciones y Resort Sheraton Doha
El Hotel de Convenciones y Resort Sheraton Doha es un hotel de lujo de cinco estrellas gestionado por los Hoteles y Resorts Sheraton con vistas al golfo Pérsico, en la zona de West Bay de Doha, en Catar. Situado a unos 2 kilómetros al noroeste de la zona del puerto, tiene una superficie de alrededor de 10 000 metros cuadrados. El hotel habría costado alrededor de $ 100 millones para su construcción, y aunque fue construido por una empresa estadounidense, fue subvencionado por el gobierno de Catar.
Establecido en 1979, se caracteriza por su forma piramidal distintiva y es parte de la sala de conferencias de la Organización de los Estados Árabes.